# Jusuf Nurkić
Jusuf Nurkić (Tuzla, 23 agosto 1994) è un cestista bosniaco, professionista nella NBA con gli Utah Jazz.

## Biografia
Nato a Tuzla, figlio di un poliziotto, ha un fratello minore e ha iniziato a giocare a pallacanestro all'età di 14 anni quando andò a giocare in Slovenia allo Zlatorog Laško.
Nell'agosto 2022 ha ottenuto la cittadinanza croata.
Viene soprannominato The Bosnian Beast.

## Caratteristiche tecniche
Gioca come centro ottimo nei movimenti in post e come scorer in grado di segnare tiri anche fuori equilibrio e di raccogliere rimbalzi.

## Carriera

### L'arrivo in NBA: Denver Nuggets (2014-2017)
Nel Draft NBA 2014 fu selezionato dai Chicago Bulls con la sedicesima scelta del primo giro. La sera stessa venne ceduto insieme a Gary Harris ai Denver Nuggets in cambio di Doug McDermott. Nonostante i Nuggets volessero lasciarlo a maturare in Europa lui volle andare subito a misurarsi in NBA.
A Denver ebbe alterne fortune, mostrando ottime doti offensive e al rimbalzo, ma ebbe anche problemi difensivi (pur essendo un ottimo stoppatore) oltre che tanti infortuni (di cui uno che il secondo anno gli fece perdere buona parte della stagione in quanto giocò solo 32 partite) e venne relegato in panchina a causa dell'esplosione del centro (stesso ruolo di Nurkić) serbo Nikola Jokić. Nella stagione 2016-2017 il coach dei Nuggets Michael Malone tentò di far coesistere Jokić e Nurkić, schierando il primo come ala grande e il secondo come centro. Tuttavia la coppia non ebbe successo e questo fece sì che Nurkić facesse la riserva di Jokić. Nurkić comunque espresse il proprio malessere per il fatto di essere spesso in panchina, oltre ad avere avuto una convivenza non semplice con Jokić pure fuori dal campo.

### Portland Trail Blazers (2017-)

#### Stagione 2016-17
Oscurato dall'emergente Nikola Jokić, il 12 febbraio 2017 venne ceduto via trade dai Denver Nuggets (insieme a una prima scelta al Draft 2017) ai Portland Trail Blazers, che in cambio cedettero Mason Plumlee alla franchigia del Colorado. Il 10 marzo 2017 nella gara vinta all'overtime contro i Philadelphia 76ers in casa col punteggio di 114-108 all'overtime sfoggiò una grandissima prestazione, mettendo a referto una doppia-doppia con 28 punti e 20 rimbalzi conditi anche da 8 assist, 6 stoppate e 2 palle rubate. A Portland si rivelò essere una pedina molto importante tanto da stare solo dietro a Damian Lillard e CJ McCollum come efficienza offensiva.

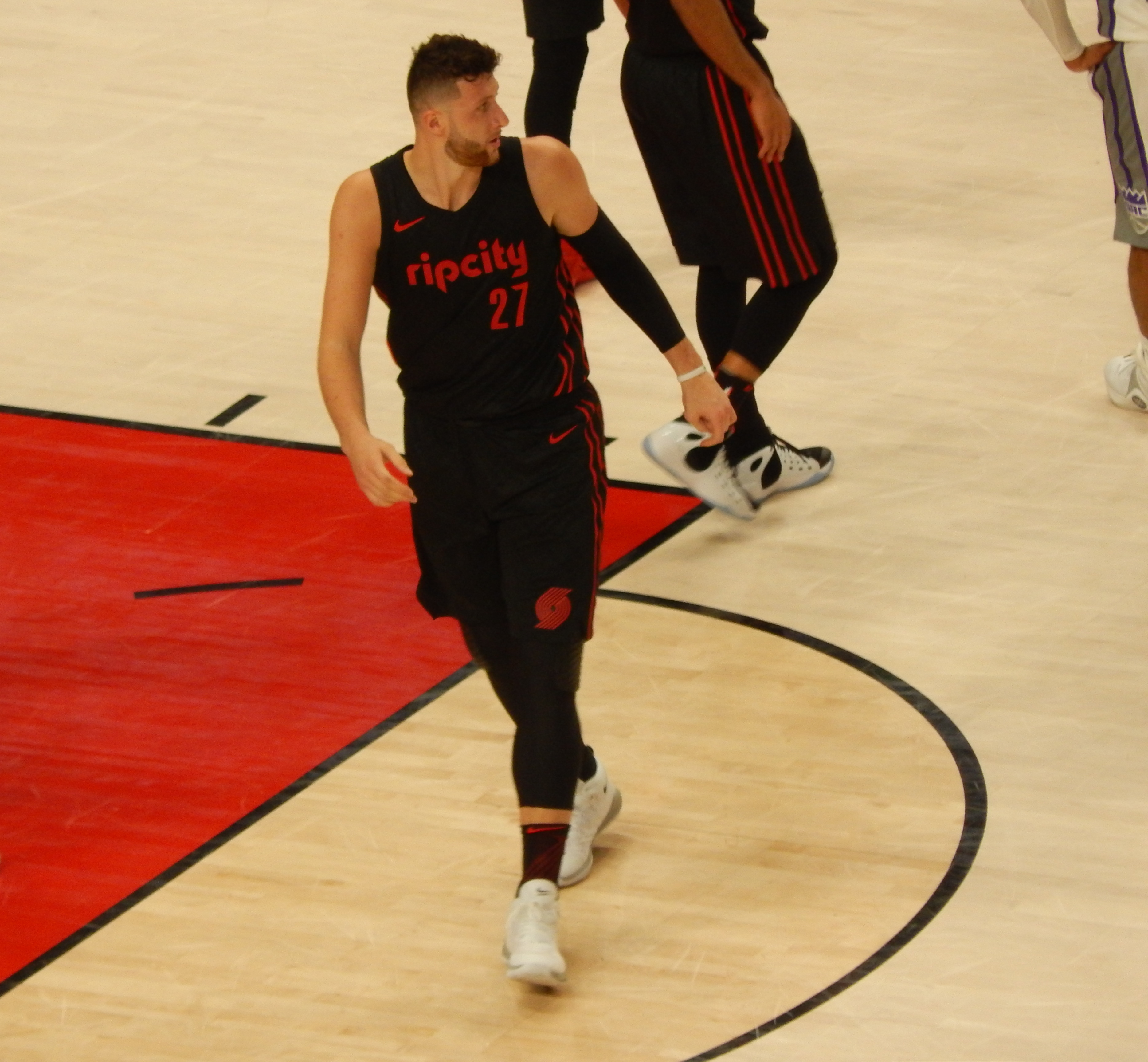
Nurkić a Portland

Migliorò il proprio career-high segnando 33 punti proprio contro i Denver Nuggets, sua ex-squadra, prendendosi così una rivincita su di essi, mettendo a referto anche 16 rimbalzi, andando in doppia-doppia e contribuendo alla vittoria interna dei Trail Blazers contro i Nuggets per 122-113 (mise a referto anche 2 assist e 3 stoppate). Con questo risultato la franchigia dell'Oregon sorpassò in classifica quella del Colorado, andando dal nono all'ottavo posto nella Western Conference. Tuttavia il 31 marzo 2017 subì un infortunio alla gamba destra che lo costrinse a stare fuori fino alla fine della RS. A Portland Nurkić tenne delle ottime medie tra cui 15,2 punti, 10,4 rimbalzi (garantendosi in questo modo di avere una doppia-doppia di media), 3,2 assist, 1,3 palle rubate e 1,9 stoppate in 29,2 minuti a partita contribuendo significativamente all'accesso alla post-season della squadra; nei PO la squadra venne eliminata dai Golden State Warriors futuri campioni NBA. Lui comunque debuttò nel corso della serie.

#### Stagione 2017-18
Nella stagione 2017-2018, il 24 novembre 2017, Nurkić registrò 29 punti e 15 rimbalzi nella vittoria 127-125 sui Brooklyn Nets. Il 9 aprile 2018 mise a referto una doppia doppia da 20 punti e 19 rimbalzi perdendo però 88-82 contro i Nuggets. Alla fine della stagione, Portland si piazzò al terzo posto nella Western Conference (grazie anche a una media da 14,3 punti e 9 rimbalzi del bosniaco), accoppiata con i New Orleans Pelicans. I Blazers, nonostante i buoni risultati in stagione, subirono un deludente 4-0 contro i Pelicans; Nurkić mantenne nella serie una media di 11,8 punti, oltre a 8,5 rimbalzi e 1,3 stoppate.

#### Stagione 2018-19
Il 7 luglio 2018 rinnovò con i Trail Blazers firmando un quadriennale da 48 milioni di dollari complessivi. Il 2 gennaio 2019 diventa l'undicesimo cestista ad aver realizzato in NBA un 5x5, nelle statistiche della sfida vinta all'overtime per 113-108 contro i Sacramento Kings in cui lui segnò 24 punti, raccolse 23 rimbalzi, consegnò 7 assist, rubò 5 palloni e stoppò ben 5 conclusioni avversarie. Il 26 marzo 2019, in occasione della vittoria per 148-144 al doppio overtime contro i Brooklyn Nets (in cui mise a referto 32 punti e 16 rimbalzi) a seguito di una brutta caduta nel corso del 2º overtime subì una frattura a tibia e perone che gli fece concludere anzitempo la stagione.

### Nazionale

#### Nazionale Under-20
Nonostante avesse già debuttato con la Nazionale maggiore nel 2014 ha rappresentato l'Under-20 bosniaca, vincendo poi il premio di MVP della divisione B dell'Europeo di categoria sempre nel 2014.

#### Nazionale maggiore
Dal 2013 rappresenta la nazionale bosniaca. Ha avuto dei conflitti con la federazione bosniaca in quanto in più di un'occasione ha lasciato il ritiro della nazionale per dolori, oltre ad avere saltato Eurobasket 2013 per un conflitto con la stessa federazione.

## Statistiche

### NBA

#### Regular Season
| Anno      | Squadra             | PG  | PT  | MP   | TC%  | 3P%  | TL%  | RP   | AP  | PRP | SP  | PP   |
| --------- | ------------------- | --- | --- | ---- | ---- | ---- | ---- | ---- | --- | --- | --- | ---- |
| 2014-2015 | Denver Nuggets      | 62  | 27  | 17,8 | 44,6 | 0,0  | 63,6 | 6,2  | 0,8 | 0,8 | 1,1 | 6,9  |
| 2015-2016 | Denver Nuggets      | 32  | 3   | 17,1 | 41,7 | 0,0  | 61,6 | 5,5  | 1,3 | 0,8 | 1,4 | 8,2  |
| 2016-2017 | Denver Nuggets      | 45  | 29  | 17,9 | 50,7 | -    | 49,6 | 5,8  | 0,6 | 0,7 | 0,8 | 8,0  |
| 2016-2017 | Portland T. Blazers | 20  | 19  | 29,2 | 50,8 | 0,0  | 66,0 | 10,4 | 3,2 | 1,3 | 1,9 | 15,2 |
| 2017-2018 | Portland T. Blazers | 79  | 79  | 26,4 | 50,5 | 0,0  | 63,0 | 9,0  | 1,8 | 0,8 | 1,4 | 14,3 |
| 2018-2019 | Portland T. Blazers | 72  | 72  | 27,4 | 50,8 | 10,3 | 77,3 | 10,4 | 3,2 | 1,0 | 1,4 | 15,6 |
| 2019-2020 | Portland T. Blazers | 8   | 8   | 31,6 | 49,5 | 20,0 | 88,6 | 10,3 | 4,0 | 1,4 | 2,0 | 17,6 |
| 2020-2021 | Portland T. Blazers | 37  | 37  | 23,8 | 51,4 | 40,0 | 61,9 | 9,0  | 3,4 | 1,0 | 1,1 | 11,5 |
| 2021-2022 | Portland T. Blazers | 56  | 56  | 28,2 | 53,4 | 26,8 | 69,0 | 11,1 | 2,8 | 1,1 | 0,6 | 15,0 |
| 2022-2023 | Portland T. Blazers | 52  | 52  | 26,8 | 51,9 | 36,1 | 66,1 | 9,1  | 2,9 | 0,8 | 0,8 | 13,3 |
| 2023-2024 | Phoenix Suns        | 76  | 76  | 27,3 | 51,0 | 24,4 | 64,0 | 11,0 | 4,0 | 1,1 | 1,1 | 10,9 |
| 2024-2025 | Phoenix Suns        | 25  | 23  | 23,7 | 45,4 | 32,2 | 69,6 | 9,2  | 1,9 | 0,9 | 0,6 | 8,6  |
| 2024-2025 | Charlotte Hornets   | 26  | 9   | 18,1 | 49,7 | 28,3 | 62,7 | 6,5  | 2,6 | 0,7 | 0,7 | 9,2  |
| Carriera  | Carriera            | 590 | 490 | 24,3 | 50,1 | 28,5 | 66,7 | 8,8  | 2,5 | 0,9 | 1,1 | 11,8 |

#### Play-off
| Anno     | Squadra             | PG | PT | MP   | TC%  | 3P%  | TL%  | RP   | AP  | PRP | SP  | PP   |
| -------- | ------------------- | -- | -- | ---- | ---- | ---- | ---- | ---- | --- | --- | --- | ---- |
| 2017     | Portland T. Blazers | 1  | 1  | 17,0 | 33,3 | 0,0  | -    | 11,0 | 4,0 | 0,0 | 1,0 | 2,0  |
| 2018     | Portland T. Blazers | 4  | 4  | 23,5 | 48,7 | -    | 81,8 | 8,0  | 1,0 | 1,5 | 1,3 | 11,8 |
| 2020     | Portland T. Blazers | 5  | 5  | 32,2 | 43,9 | 27,3 | 78,3 | 10,4 | 3,6 | 1,4 | 0,2 | 14,2 |
| 2021     | Portland T. Blazers | 6  | 6  | 28,8 | 54,5 | 20,0 | 72,0 | 10,3 | 2,7 | 0,5 | 1,2 | 13,2 |
| 2024     | Phoenix Suns        | 4  | 4  | 26,0 | 50,0 | 0,0  | 45,5 | 8,3  | 2,8 | 1,5 | 1,5 | 7,8  |
| Carriera | Carriera            | 20 | 20 | 27,5 | 48,9 | 21,1 | 71,4 | 9,5  | 2,7 | 1,1 | 1,0 | 11,5 |

#### Massimi in carriera
- Massimo di punti: 33 vs Denver Nuggets (28 marzo 2017)[28]
- Massimo di rimbalzi: 31vs Oklahoma City Thunder (3º marzo 2024)
- Massimo di assist: 10 vs Cleveland Cavaliers (16 gennaio 2019)
- Massimo di palle rubate: 5 (3 volte)
- Massimo di stoppate: 6 (4 volte)
- Massimo di minuti giocati: 39 vs Phoenix Suns (14 dicembre 2021)

## Controversie
Nei play-off 2019, nonostante non potesse giocare per via dell'infortunio subito contro i Brooklyn Nets a marzo, si presentò a bordocampo durante la serie contro i Denver Nuggets, sua ex squadra: il 10 maggio, prima di gara-6 (poi vinta per 119-108 da Portland), si presentò a bordocampo con una maglia con su scritti i nomi di 8 soldati bosniaci che hanno combattuto la guerra in Bosnia contro la Serbia durante gli anni '90 per provocare l'ex compagno di squadra di nazionalità serba Nikola Jokić; intervistato successivamente in conferenza stampa il serbo alla domanda sull'accaduto si limitò a rispondere:
(Nikola Jokić dopo gara-6 del 2019 contro Denver)

## Palmarès

### Squadra
- Campionato croato: 1

Cedevita Zagabria: 2013-14

### Individuale
- NBA All-Rookie Second Team (2015)